# Bormisco
Bormisco (en griego, Βρομίσκος o Βορμίσκος) es el nombre de una antigua ciudad griega de Macedonia situada a orillas del Golfo Estrimónico.
Tucídides la menciona como una ciudad que tuvo que atravesar el espartano Brásidas en el año 424 a. C. de camino a Anfípolis. La ubica en el lugar donde el lago Bolbas (el actual Volvi) desemboca en el mar.
Es mencionada como ciudad tributaria de Atenas al menos en 422/1 a. C. por lo que probablemente fue miembro de la Liga de Delos.
Esteban de Bizancio menciona una tradición según la cual fue en la ciudad de Bormisco donde murió el poeta trágico Eurípides despedazado por unos perros.
Debió estar localizada cerca de la moderna población de Stavrós.